# Bramsen
Bramsen er et dansk efternavn. I Danmark var der 592 personer med efternavnet januar 2024. En dansk slægt med navnet, som inkluderer Ludvig og Alfred Bramsen, går tilbage til Niels Jepsen Bramsen, som levede 1685-1753.
Følgende personer har navnet:
- Alfred Bramsen (1851-1932) - dansk tandlæge, søn af Luis Bramsen
- Anna Bramsen (1886-1962) - dansk læge og missionær, datter af L.H Bramsen
- Bo Bramsen (1912-2002) - dansk forfatter og redaktør, søn af Ludvig Bramsen
- Bolette Bramsen - dansk journalist og forfatter, datter af Bo Bramsen
- Camilla C. Pers, født Bramsen (1879-1964) - dansk forfatter, datter af Ludvig Bramsen
- L.H. Bramsen (1858-1937) - dansk politiker og proprietær
- Ludvig Bramsen (1847-1914) - dansk politiker, minister og erhvervsmand, søn af Luis Bramsen
- Luis Bramsen (1819-1886) - dansk forsikringsdirektør
- Maria Bramsen (født 1963) - dansk sanger og grafisk designer
- Stine Bramsen (født 1986) - dansk musiker
- Trine Bramsen (født 1981) - dansk politiker og tidl. minister
- Verner Bramsen (1944-2009) - dansk jazzmusiker